# 约瑟夫·卡耶坦·狄尔
约瑟夫·卡耶坦·狄尔（捷克語：Josef Kajetán Tyl；1808年2月4日—1856年7月11日），捷克戏剧作家，生于奥地利帝国统治下的捷克。其代表作为喜剧《無怒無爭》，其中的配乐歌曲《何處是我家？》也是现代捷克的国歌。